# Hilarographa plectanodes
Hilarographa plectanodes es una especie de polilla de la familia Tortricidae.
Fue descrita científicamente por Meyrick en 1921.